# ویلی نلسون
ویلی هیو نلسون (به انگلیسی: Willie Hugh Nelson) متولد ۱۹۳۳ تگزاس، ترانه‌سرا، بازیگر، خواننده و گیتاریست مشهور آمریکاییست.
این هنرمند فعالیت خود را در سال ۱۹۵۶ به عنوان یک خواننده کانتری در شهر ونکوور ایالت واشینگتن آغاز کرد و اولین ترانه خود با نام No Place For ME را ضبط کرد. در آن زمان ویلی به عنوان گوینده رادیو روزها را سپری می‌کرد و شبها در کلوپهای ونکوور آواز می‌خواند. شاید بتوان شروع موفقیت‌های او را از سال ۱۹۶۰ دانست یعنی زمانی که یکی از ترانه‌هایش به نام Family Bible را به یک معلم گیتار به نام «کلود گری» به قیمت ۵۰ دلار فروخت. پس از استقبال گسترده‌ای که از این ترانه شد، ویلی به نشویل رفت.
portrait nelson دربارهٔ ویلی نلسون؛ خواننده و آهنگ‌ساز سبک کانتری
در نشویل هیچ‌کدام از کمپانی‌های ضبط موسیقی از کار وی استقبال نکردند اما نهایتاً با کمک «هنک کوچران» و استعداد ترانه سرایی ویلی، وی توانست با شرکت Pamper Music قراردادی امضاء کند و پس از آنکه «ری پرایس» خواننده مشهور آن زمان، ترانه Night Life ساخته نلسون را خواند، ویلی به عنوان نوازنده گیتار باس به عضویت گروه نوازندگان ری پرایس به نام Cherokee Cowboysدرآمد.
ترانه‌های ویلی که برای دیگر هنرمندان نوشته بود بسیار مورد استقبال قرار گرفتند از جمله Hello Walls که توسط «فارون یانگ» اجرا شد و معروفتر از همه ترانه Crazy با اجرای «پتسی کلاین» که تبدیل به پر طرفدارترین ترانه Jukebox برای تمام دوران لقب گرفته‌است.
بعد از این موفقیت‌ها در سال ۱۹۶۱ بود که ویلی قراردادی با شرکت Liberty Records امضاء کرد و با دو ترانه اول که با این شرکت به عنوان خواننده منتشر کرد به نام‌های Willingly و Touch Me به ترتیب به رتبه‌های ۱۰ و ۷ جدول پرفروشهای کانتری راه پیدا کرد.
در سال ۱۹۶۴ ویلی به توصیه «چت اتکینز» به کمپانی RCA Victor Records پیوست و آلبوم Country Willie-His Own Songs را در آوریل ۱۹۶۵ منتشر کرد. در همین سال بود که ویلی به عضویت Grand Ole Opry درآمد.
ویلی نلسون هم‌اکنون در Maui هاوایی در یک مجتمع خصوصی که در آن تمام خانه‌ها از انرژی خورشیدی استفاده می‌کنند ساکن است.
وی در سال ۲۰۰۴ به علت نواختن زیاد گیتار از ناحیه کمر دچار آسیب دیدگی شد و به توصیه پزشکان مجبور به لغو تمامی برنامه‌های خود شد.
ویلی نلسون را به عنوان یک سمبل در آمریکا می‌شناسند. او در سال ۱۹۹۳ به عضویت تالار مشاهیر موسیقی کانتری درآمد.
این هنرمند کهنه‌کار تا به حال جوایز متعددی به خاطر فعالیت‌های اجتماعی و بشر دوستانه‌اش دریافت کرده‌است.
willie nelson 01 دربارهٔ ویلی نلسون؛ خواننده و آهنگ‌ساز سبک کانتری
در سال ۲۰۰۵ سناتور ایالت تکزاس یک اتوبان ۷۹ کیلومتری در منطقه «تراویس کانتی» این ایالت را به نام ویلی نلسون معرفی کرد که مورد استقبال ۲۳ سناتور از ۳۱ سناتور ایالت تکزاس قرار گرفت.
شاید یکی از یادگاری‌های ویلی نلسون، غیر از ترانه‌های ماندگارش، که تا سال‌ها باقی خواهد ماند رستوران بین راهی Willie’s Place در هیلزبورو ایالت تکزاس باشد که بر سردر آن تصویری از ویلی نلسون در حال نواختن گیتارش که آن را هم نام اسب «روی راجرز» بنیانگذار گروه کانتری ،Sons of the Pioneers یعنی Trigger نامگذاری کرده، نقاشی شده‌است.
از فیلم‌های معروف او می‌توان به بازی در جهش بزرگ، پیمایشگر، شخص، بلندپروازی بلوند و پل‌های شکسته اشاره کرد.